# 聖華金縣
聖華金縣（英語：San Joaquin County）是美国加利福尼亚州中谷地區的一個縣，位於舊金山灣區以東。根據2020年的統計，人口約78萬人。縣府位於斯托克顿。
聖華金縣近年來逐漸成為舊金山灣區的一個住房社區，因為許多人無法負擔舊金山灣區日漸高漲的房價，而到聖華金縣購置相對便宜的房屋，然後每天通勤至舊金山灣區上班，然而這也造成連接兩地唯一的高速公路（580號州際公路）經常堵塞。

## 歷史
聖華金郡是加州在1850年建立時就存在的幾個郡之一。
郡名的由來是流經本郡的圣华金河。1800年代早期加布里埃爾·莫拉加上尉帶領一支探險險隊在下加州中央谷地進行調查時為這條發源於內華達山脈並流入布埃納維斯塔湖的小河取名為San Joaquin（意思是聖若亞敬）。聖華金郡也是聖華金谷地的第一個永久居留點。

## 地理
根據美国普查局的數據，聖華金郡的面積為3694平方公里，其中3624平方公里為土地，70平方公里是水體。

### 主要公路
- 5號州際公路
- 205號州際公路
- 580號州際公路
- 99號加州州道
- 4號加州州道
- 120號加州州道

### 鄰接郡
- 斯坦尼斯劳斯县（南部、西南部）
- 阿拉米達縣（西部）
- 康特拉科斯塔县（西部）
- 沙加緬度郡（北部）
- 阿默多县（東北部）
- 卡拉韦拉斯县（東部）

## 人口集居地

### 建制市
| 自治体（市/镇）             | 成立年份 | 人口（2018） |
| --------------------------- | -------- | ------------ |
| 埃斯卡隆 (Escalon)          | 1957     | 7,587        |
| 拉斯罗普 (Lathrop)          | 1989     | 23,284       |
| 洛迪 (Lodi)                 | 1906     | 54,134       |
| 曼特卡 (Manteca)            | 1918     | 51,703       |
| 里彭 (Ripon)                | 1945     | 15,896       |
| 斯托克顿／士德頓 (Stockton) | 1850     | 311,178      |
| 特雷西 (Tracy)              | 1910     | 91,812       |

### 人口普查指定地区
- Acampo
- August
- Collierville
- Country Club
- Dogtown
- Farmington
- French Camp
- Garden Acres
- Kennedy
- Lincoln Village
- Linden
- Lockeford
- Morada
- Mountain House
- Peters
- Taft Mosswood
- Terminous
- Thornton
- Victor
- Waterloo
- Woodbridge

### 其他未建制社區
- Atlanta
- Banta
- Goodmans Corner
- Mormon
- New Jerusalem
- Vernalis